# سیارک ۵۱۸۲۶
سیارک ۵۱۸۲۶ (به انگلیسی: 51826 Kalpanachawla، نامگذاری:2001OB34) پنجاه و یک هزار و هشتصد و بیست و ششمین سیارک کشف شده‌است که در ۱۹ ژوئیه ۲۰۰۱ کشف شد.